# Provincia de Preah Wijía
La Provincia de Preah Wijía es una provincia del Reino de Camboya localizado en el norte del país. Las palabras Preah Wijía en Idioma jemer traducen: Preah = Lo sagrado, Wijía = Templo. El nombre de la Provincia se debe quizá a la gran cantidad de Prasats (Templos antiguos) que hay en la región del complejo arqueológico de Angkor y en especial del Prasat Preah Wijía. Los límites de Preah Wijía son: N Tailandia y Laos, E Provincia de Stung Treng, S Provincia de Kompung Thom, O Provincia de Oddar Meanchey y Provincia de Siem Riep. La capital de es la Ciudad de Phnom Tbeng Mean Chey.

## Historia
La Provincia lleva el nombre de uno de los principales templos del complejo arqueológico de Angkor, testigo de la gloria del Imperio jemer. Construido por el rey Suryavarman I que reinó entre 1002 y 1049, lo situó en la cima del Monte Chuor Dangkrek a 730 metros de altitud, en los montes Dangrek.

## Geografía
La Provincia tiene como principal relieve los Montes Dangrek en la frontera septentrional de Camboya con Laos y Tailandia. Región rica en reservas forestales, las condiciones viales son pobres.

## División política
La Provincia se divide en siete distritos:
- 1301 Chey Saen
- 1302 Chaeb
- 1303 Choam Khsant
- 1304 Kuleaen
- 1305 Rovieng
- 1306 Sangkom Thmei
- 1307 Ciudad de Phnom Tbaeng Mean Chey